# Юдикат Арбореа
Юдикàт Арборèа или Кралство Арбореа (на италиански: Giudicato di Arborea; на сардински език rennu de Arbaree и както се нарича тогава от арборейците) е една от четирите независими държави, които се образуват на остров Сардиния след разпадането на Византийската империя на запад.
Юдикат Арбореа е най-трайният независим юдикат: продължава да съществува като независима държава до XV век.
Това е изборна монархия, по-късно наследствена, също и по женска линия (носителка на титлата): поземлените donos дават властта на Iudex sive rex (на латински: „съдия или крал“) чрез институцията Корона де Логу след клетва, наречена bannus consensus, изразена по време тържествената асамблея по качване на трона. Корона де Логу избира наследника, ако след смъртта на съдията няма определени наследници.

## Местоположение
Простира се е в централната част на Сардиния, от залива на Ористано до планините Дженардженту, заемайки цялата плодородна долина на река Тирсо. Юдикатът има площ от около 5500 km², и е едновременно равнинен и планински. Граничи на север с Юдикат Торес, на изток в малка степен с Юдикат Галура, а на изток и на юг – с Юдикат Каляри. Съществува от 900 до 1420 г.
Повече от двадесет и три поколения известни владетели поемат властта. Те са от семействата Лакон-Гунале, Лакон-Тори/Дзори, Лакон-Сера, Де Сера Бас, Дория-Бас и Нарбона-Бас. Кралството играе важна роля в историята на Сардиния, като се отличава от другите съвременни нему юдикати благодарение преди всичко на последните далновидни съдии, които непрекъснато се борят да обединят Сардиния под техния флаг.
Останалите три юдиката претърпяват големи кризи поради намесата на морските републики Пиза и Генуа: Юдикат Арбореа, съюзник на Кралство Арагон, на което съдията се обявява за васал, е този, който определя края на юдикатите и същевременно пизанските влияния на острова. Впоследствие това поражда кървава война срещу Сардинското кралство, създадено от папството през 1297 г. и дадено на Хайме II Арагонски с цел да се сложи край на борбите между Анжуйците и Арагонците в Сицилия.
В Юдикати Арбореа и Каляри държавният глава се нарича преди всичко „съдия“, а в Юдикати Галура и Торес – и „крал“.
Юдикат Арбореа е разделен на четиринадесет куратории: Барбаджа ди Аустис, ди Белви, ди Ололай, дел Баригаду, ди Бонорцули, дел Кампидано Маджоре, дел Кампидано ди Милс, ди Симаксис, дел Гуилчер, дел Мандролизай, дела Мармила, ди Монтис, ди Узелус и ди Валенца.

## История

### Династия Лакон-Гунале
Около 1000 г. първият засвидетелстван суверен е жителят на Логудоро Гонарий-Комит де Лакон-Гунале, със сигурност суверен и на Юдикат Торес през периода 1015 – 1026 г., когато Сардиния е обект на набезите на берберите на Муджахид ал-Мувафак, емир на Дения.
Според някои исторически източници арабите от Испания, в опита си за средиземноморска експанзия, предшестван от непрекъснати набези, засегнали бреговете на Лацио, Тоскана и Лигурия, избират като основа за атака срещу Континентална Италия само някои пристанища, разположени в Галура и в Логудоро. Намесата на Пиза и Генуа, подтикната от папа Бенедикт VIII, след няколко яростни морски битки успява да предотврати опасността.
След Гонарий Комит на власт идва Торкиторий-Баризон I, който оставя кралството на сина си Мариан I де Лакон-Тори, за да поеме регентството на Кралство Торес от името на малолетния племенник Мариан. Мариан I е наследен от Ордзок I де Лакон-Тори, запомнен с това, че мести официално седалището на съдията (краля) от Тарос в Ористано. След неизвестен крал на име Торбен Лакон-Тори, за когото има малко източници, на трона се възкачва Ордзок II де Лакон-Тори, съпруг на Мария де Ору. От техния съюз се ражда Комит I де Лакон-Тори, който няма потомство и с него родът умира.

### Династия Лакон-Сера
Гонарий II де Лакон-Сера, зет на Ордзок II де Лакон-Tори, наследява короната, защото е женен за Елена де Ору. Наследникът му Константин I е запомнен с това, че около 1110 г. дарява светилището на Богородица от Бонакату на камалдулските бенедиктинци на Зинон Веронски от Пиза и църквата „Сан Лусорио от Фордонджанус“ на Абатство „Сан Виторе от Марсилия“ в Марсилия. Той е наследен от сина му Комит III де Лакон-Сера, предшестван като малолетен от регентите Ордзок III и Комит II. Комит III подхранва експанзионистични цели спрямо Логудоро (Юдикат Торес) по време на периода, в който малолетният съдия Гонарий II е в изгнание в Пиза. Първият опит за завземане на трона е отхвърлен от самия Гонарий II, подпомогнат от неговите роднини от Пиза. Пет години по-късно Комит III опитва отново, но е отлъчен от епископа на Пиза и е принуден да сключи мир през 1144 г.

#### Баризон I
Две години след смъртта на Комит III той е наследен от сина си Баризон I, съпруг на Пелегрина де Лакон. От техния съюз се раждат пет деца, едно от които – Петер наследява баща си. Една от дъщерите му – Синиспела сключва първи брак с Уго Понцио де Червера Бас, братовчед на Раймон Беренгер IV, граф на Барселона, и дава началото на рода Бас ди Арбореа. Тя сключва втори брак с Комит ди Торес, от когото ражда последните две поколения крале от Логудоро.
Укрепен от мрежа от семейни връзки, разширени в Сардиния и на Италианския полуостров, по случай освещаването на църквата „Санта Мария ди Бонаркадо“ Баризон събира на заседание делегатите на островните кралства, за да обсъдят общ мир. Споразумението е постигнато и трае 15 години. Нарушено е от самия Баризон, когато, подкрепен от Генуа и от двора на Барселона, през 1157 г. се отрича от съпругата си Пелегрина и се жени за Агалбурса, дъщеря на Уго Понцио де Сервера, виконт на Бас, и на принцеса Алмодис, сестра на графа на Барселона Раймон Беренгер IV, определен за крал на Арагонската корона. На 19 юни 1162 г., при избухването на войната между Генуа и Пиза, крехкото политическо равновесие между двете морски републики и Сардинските кралства внезапно се срива. През 1162 г. Баризон I обявява война на Пиза и на следващата година нахлува в Кралство Каляри, принуждавайки законния суверен Петер Торкиторий III да намери убежище при брат си Баризон II ди Торес.
Впоследствие двамата суверени с помощта на Пиза атакуват Кралство Арбореа през 1164 г., като нахлуват на неговата територия и обсаждат замъка на Кабрас, който не успяват да завладеят. С подкрепата на Генуа Баризон поисква и получава номиналната титла „крал на Сардиния“ от император Фридрих I Барбароса, като плаща 4000 сребърни марки. На 10 август 1164 г. той е коронясан за крал на Сардиния в катедралата „Сан Сиро“ в Павия. Неговото намерение е да поиска подкрепа от гибелините и да изгради правна основа, върху която да оправдае войната срещу островните кралства и да ги обедини в една държава под неговото управление. Генуезците обаче, разбирайки, че той не може веднага да върне голямата сума, го държат като заложник седем години.
През 1172 г. Баризон I се завръща в родината си и през 1180 г. се опитва да нахлуе в Кралство Каляри, но войските му са отблъснати. Тъй като няма повече помощ нито от Генуа, нито от Пиза (сега между тях цари мир), той заздравява връзките си с Арагонската корона, като омъжва дъщеря си Синиспела за Уго Понцио Червера Бас през 1177 г., от чийто съюз се ражда Уго I. Баризон I умира през 1185 г., след като се вече се е оттеглил.

#### Петер I де Лакон-Сера
През 1185 г. Корона де Логу (институцията, притежаваща юдикатството), следвайки династическите права, поставя Петер I де Лакон-Сера, законен син на Баризон I. Съпругата на Баризон I – Агалбурса обаче подкрепя правата на Уго I. Според учените следва несигурен период, в който изглежда, че Петер I, за да получи властта, се съюзява с Пиза, докато Уго I, посъветван от Агалбурса, моли за помощ Генуа. Следва нещо като кондоминиум, в който и двамата суверени имат цялата власт, като същевременно поддържат единството на държавата. Според византийския обичай командва автократорът, тоест Петер, тъй като Уго е непълнолетен. През 1195 г. Петер е победен от Вилхелм от Маса, съдия на Каляри, и е пленен заедно със сина си Баризон II. Уго бяга заедно с епископ Юстус, Ористано е разрушен заедно с катедралата. Вилхелм от Маса (известен и като Вилхелм I Салузий IV) е коронясан, но без църковно одобрение. Петер умира в Пиза.

### Династия Де Сера-Бас
През 1206 г. Уго I де Бас-Лакон-Сера се жени за Прециоза, дъщеря на Вилхелм от Маса. На 30 октомври Уго I сключва споразумение с тъста си, като преразглежда границите между двете кралства и се отказва от част от Североизточна Мармила. Той умира през 1211 г., оставяйки сина си Петер II де Бас-Лакон-Сера като претендент за трона. Вилхелм от Маса умира през 1214 г. Баризон II се жени за дъщеря му Бенедета, ставайки съдия на Кралство Каляри с името Баризон Торкиторий IV от Каляри. Петер II царува в кондоминиум с чичо си Мариан Лакон-Гунале ди Торес, който възстановява катедралата в Ористано. От 1228 г. Петер II царува сам. Умира през 1241 г., оставяйки малолетния си син Мариан II, роден от втората му съпруга Сардиния. Регент става чичо му Вилхелм от Капрая, син от втория брак на вдовицата на Петер I, починал в Пиза. Той е свързан с Дела Герардеска, графове на Доноратико, и с Висконти ди Пиза. На 29 септември 1250 г. Вилхелм от Капрая получава от папа Инокентий IV признаването на суверенитета над Арбореа, но без съгласието на Корона де Логу.
През 1257 г. Арбореа участва във войната, която другите островни кралства, всичките пропизански, водят срещу прогенуезкия Юдикат Каляри, който е победен след 14 месеца война. Санта Иджа, „столицата“ на кралството, е напълно унищожена и територията на юдиката е разделена на четири части: Олиастра и Сарабус отиват при съдията на Галура Джовани Висконти от Пиза; кураториите Джипи, Нураминис, Трексента, Долна Мармила, Долия, Джерей и Барбаджа ди Сеуло отиват в Арбореа; административните области Сулчис, Чиксери, Нора и Дечимоману се падат на Герардо и Уголино дела Герардеска, графове на Доноратико; град Каляри отива в ръцете на Комуна Пиза. По този начин Арбореа допълнително разширява границите си, увеличавайки тежестта си в игрите за власт за контрол над острова.
След това Вилхелм от Капрая претендира с оръжие за правата върху Юдикат Торес, произтичащи от Уго I де Бас-Сера, полубрат на Мариан II Лакон-Гунале ди Торес. През 1259 г. Вилхелм поражда дълга битка срещу рода Дория за контрола над тези територии, като се възползва от изчезването на съдия Аделазия ди Торес и от затварянето на Енцио Хоенщауфен, крал на Сардиния. Той умира през 1264 г., оставяйки малолетния си син Николо, който е свързан в продължение на четири години със законния съдия Мариан II де Бас-Лакон-Сера и след това е прокуден, като умира през 1270 г.

#### Мариан II де Сера-Бас
Мариан II поема управлението на кралството, когато то включва и третата централна част на Кралство Каляри. Отличните му отношения с Доноратико му дават възможност да стане с клетва гражданин на Пиза на 17 юни 1265 г. Той често живее в Пиза, където се жени за Калдера, дъщеря на Андреото Сарачено. През 1287 г. кара сина си Жан де Бас-Сера (с прякор Киан) да се ожени устно за Джакомина дела Герардеска, дъщеря на граф Уголино, чийто привърженик е.
През 1274 г. завладява замъка Монфорте в Нура и го възстановява, оставяйки епиграф, запазен в музея на Сасари. Той също така поддържа отлични отношения с Педро III Арагонски, с когото се застъпва през 1284 г. за връщането на четири галери, заловени от пизанците в залива на Каляри. След като граф Уголино дела Герардеска умира през 1289 г., на 4 януари 1295 г. Мариан II внезапно променя политиката си и се съюзява с Комуна Пиза срещу Дела Герардеска, като завещава на Пиза третата централна част от Кралство Каляри. По-късно участва с Дела Герардеска в обсадата на Вила ди Киеза, защитавана от Гуелфо дела Герардеска и когато последният, ранен, намира убежище в Сан Леонардо ди Сиете Фуентес, според някои източници през 1297 г. той го отравя, за да разшири границите на кралството до Аргентиферския басейн на река Чиксери. Мариан II умира на неуточнена дата, преди 16 декември 1297 г., оставяйки кралството на сина си Киан и спазвайки ангажимента, поет с Комуна Пиза, на която той предоставя третата част от Каляри.
През 1297 г., малко след смъртта на Мариан II, папа Бонифаций VIII създава Кралство Сардиния и Корсика, поверявайки го на краля на Арагонската корона Хайме II Справедливи (1295 – 1327) и по този начин му дава зелена светлина за нашествие на двата острова. Жан I де Бас-Сера, син на Мариан II, предлага да се противопостави на това решение и когато навършва пълнолетие, се жени за Джакомина дела Герардеска, въпреки че вече има синове (Андреот и Мариан) от обикновена жителка от Виласалто. През 1300 г. той консолидира съюза с пизанците, потвърждавайки продажбата на третата част от района на Каляри, сребърните мини и може би част от наследството от юдиката. Това задейства правото на бунт на народа (предателство на bannus consesus), които го екзекутират и го погребат с отрязан език. През 1308 родът Бас-Сера Арборейски купува замъка Серавале в Боза, Планарджа и Коставале от Маласпина.
Всички тези територии са част от частните активи на семейството (peculiares), чиито приходи са конфискувани и управлявани отделно от държавната собственост (rennu). От синовете на Жан I, Андреот умира през 1309 г., поради което брат му Мариан става съдия пот името Мариан III ди Бас. През 1312 г. той е принуден от пизанците да купи техните наследствени права от Хайнрих VII и да се ожени устно за Костанца да Монталчино. През 1314 г. обаче, след като забелязва политиката на изнудване на Пиза, той моли арагонците за помощ, за да изгони тосканците от Сардиния. Мариан III възстановява пътища и мостове, завършва стените на Ористано и отбранителните кули, построява новия дворец на архиепископа и започва двореца, по-късно завършен от неговите потомци. Той никога не се жени за Костанца да Монталчино, но живее с Падулеза де Сера, от която има шест деца, включително Уго, който го наследява през 1321 г.

#### Уго II де Сера-Бас
Подобно на баща си и дядо си, Уго II живее с наложница, която му дава трима наследници: Лоренцо, Анджола и Прециоза. Той се жени за благородничката Бенедета, която му ражда много деца: Петер III, Бонавентура (дъщеря), Мариан IV, Джовани (предаденият), Никола (прародител на Кубело, маркизи на Ористано), Франциск (църковно лице) и Мария. През 1323 г. се съюзява с Хайме II Арагонски и става негов васал чрез commendatio personalis, с клетва за вярност и плащане на годишно на 3000 златни флорина в замяна на запазване на кралските династични права върху Арбореа и възможна военна защита.

##### Конституция на Кралство Сардиния
На 13 юни 1323 г. Уго II съветва инфанта Алфонсо да дебаркира в Палмас ди Сулчис и да обсади Вила ди Киеза (Иглесиас). Градът се предава след седем месеца. На 2 март 1324 г. Уго II участва в нападението на Кастел ди Кастро, който капитулира на 19 юни. На 11 април 1324 г. с помощта на наемници участва в сблъсъка с пизанците на север от езерото Санта Джила, известен като битката при Лукочистерна. Договорът, подписан и от Уго II, предвижда прехвърлянето на каталоно-арагонците на всички пизански владения на Каляри и Галура с изключение на Кастел ди Кастро и придатъците, държани от Пиза във феодална форма. Така се ражда юридически и фактически Сардинското кралство. Съдията на Арбореа остава верен на кралете на Арагон дори когато област Сасари се разбунтува през 1329 г. Уго II жени седем от децата си за седем потомци на благороднически иберийски семейства. Той осигурява на Жан и Мариан каталонско образование, като ги изпраща в двора през 1331 г. През 1334 г. купува Вила „Молинс де Рей“ и замъците Джелида и Матаро в Каталония. Умира на 40-годишна възраст на 5 април 1335 г. и синът му Петер съобщава новината на новия крал Алфонсо IV, докато той се готви да се възкачи на трона на юдиката.

#### Петер III де Сера-Бас
Петер III се жени за Костанца Алерамичи от Салуцо през 1326 г. и живее като мирен човек в сянката на държавния канцлер Гуидо Катанео, архиепископ на Арбореа, и на каноника на Трамаца Филипо Мамели, доктор по гражданско и наказателно право. Когато Алфонсо IV умира на 31 март 1336 г., Петер III е представляван от младия си брат Мариан, ангажиран в обучението си в Барселона, в отдаването на почит към новия суверен Педро IV Церемониалния. На 22 септември 1343 г. той получава от папа Климент VI разрешение за основаване на манастира на кларисинките. Умира през 1347 г., последван от съпругата си няколко месеца по-късно, на 18 февруари 1348 г.

#### Мариан IV
Корона де Логу, следвайки обичайния обичай, поставя на трона Мариан IV, брат на починалия съдия Петер III. През 1331 г. той е изпратен в двора на Каталония, за да се образова, и две години по-късно той е въоръжен за рицар. През 1336 г. се жени за Тимбора ди Рокаберти, която му ражда син Уго и дъщери Елеонора и Беатриче. През 1362 г. Уго се жени за дъщерята на Джовани III ди Вико, а Беатриче Арборейска – за Емери VI, виконт на Нарбон.
Мариан IV, културен и интелигентен човек, говори свободно сардински, знае латински, каталонски, италиански, поддържа кореспонденция с големите личности на времето, включително с Екатерина Сиенска. Смятан е от мнозина за най-великия владетел на Арбореа от 14 век.
Точно през това десетилетие правната система е преразгледана от юристи от Арбореа и terramannesos (италианци) с първия проект за Карта де Логу на Арбореа (колекция от закони на сардински език, предназначена за сардинските юдикати), който е коригиран и обнародван отново през 1392 г., по време на регентството на дъщерята на Мариано, Елеонора.
През 1339 г. Мариан IV има титлата „граф на Гочеано и господар на Каляри Мармила“, която вече владее Арбореа, но като част от Кралство Сардиния – феод на арагонските крале. Следователно Мариано е съдия-крал на Арбореа и васал на Кралство Сардиния за Гочеано и Мармила. От друга страна, както бе споменато, и за Арбореа съдиите се заклеват във вярност към Краля на Арагон, от когото официално получават ролята на съдии на Арбореа като негови васали.

##### Война срещу Кралство Сардиния
След десетилетие на относително спокойствие, Мариано IV осъзнава, че има силата и ресурсите, способни да осъществи мечтите си за завоевание. Той не търпи Короната на Арагон още след битката при Аиду де Турду през 1347 г., когато сем. Дория побеждават кралствата. Нетърпимостта нараства, когато Бернардо де Кабрера окупира Алгеро на 30 август 1353 г. Войната с Арагонската корона, обсъдена в Корона де Логу, избухва същата година. Той прекъсва васалната си връзка с арагонците, премахва каталонските стълбове от своите знамена, взима дървото, изкоренено върху сребърно поле, за герб на своята държава и нахлува в района на Каляри, подчинявайки сардинските кралства, заплашвайки да отсече ръцете и краката на колебащите се и да конфискува имуществото им. При Дечимо на 10 септември той пленява Герардо дела Герардеска, командир на войските на краля на Сардиния, след което обсажда Кастел ди Кастро, но на 7 октомври се оттегля в Санлури, след като е спрян в Куарту от Бернардо де Кабрера.
На 15 юни 1354 г. самият Педро IV Арагонски акостира в Сардиния, в Алгеро, за да сложи край на бунта в Сардиния, но мисията е неуспешна. Кралят получава Алгеро с дипломация на 16 ноември 1354 г., но при суровите условия на Мариан IV. В края на 1354 г. Арбореа успява да контролира целия остров с изключение на Каляри, Алгеро и Сасари, последният управляван от Бранкалеоне Дория. Мирът от Санлури от 11 юли 1355 г. възстановява статуквото, но дава нов десетгодишен период на мир, който укрепва Арбореа. Мариано подновява войната през 1365 г., като атакува замъка Санлури. Суверенът на Ористано моли папа Урбан V да бъде феод на Кралство Сардиния и Корсика вместо на Педро IV, който не е платил доходите, дължими на папството.
През 1368 г. кралят изпраща експедиционен отряд начело с Пиетро Мартинес де Луна в Сардиния. Той пристига бързо близо до Ористано, но е победен в кървавата битка при Сант'Анна, където загива на бойното поле. Това поражение впоследствие струва и загубата на Сасари и Озило. Досега само доставките по море гарантират оцеляването на Кастел ди Кастро и Алгеро, единствените ивици островна територия в ръцете на Арагонската корона. Големите военни маневри спират поради жестоката епидемия от чума, която през 1375 г. убива голяма част от населението на острова, включително самия Мариан IV, който през 1375 г. умира на 57-годишна възраст.

#### Уго III
Мариан IV е наследен от сина си, 40-годишният вдовец Уго III, който има малка дъщеря. Той я обещава за жена на сина на Луи I Валоа-Анжуйски като част от антиарагонски съюз, който е засвидетелстван в мемориал на посолството, написан на латински от нотариуса Раймондо Маурани. Синът на Луи I – Луи II Валоа-Анжуйски става феодал и виконт дьо Бо.
Суверенът на Ористано от самото начало отчуждава от себе си важни личности и съдебни служители, включително Джовани де Лиджа и неговия син Валоре. Обвинен е в жестокост и тирания, а от една френска хроника – в грубост и невежество. Неговата фигура е преоценена от факта, че става известно, че може да чете и пише, знае обичайните чужди езици и сложния дипломатически език. Военните му подвизи обаче не са значими и на нивото на тези на баща му. Кастел ди Кастро и Алгеро остават непокорени, докато на дипломатическо ниво той постига голям успех, като омъжва сестра си Елеонора за Бранкалеоне Дория, законен син на великия Бранка Дория. Може би заради неговото деспотично и грубо управление на 3 март 1383 г. народът се надига, намушка го заедно с дъщеря му и го хвърля с отрязан език в кладенец. Италианският историк от 19 век Раймондо Карта Распи хвърля съмнения върху напълно автономния характер на бунта, като предполага намесата на Арагонската корона, която според него движи ръката на убийците и влиятелните дворцови фигури; като доказателство за това е изтъкнат фактът, че главните извършители на нападението бягат в Арагон, за да избегнат ареста.

#### Елеонора Арборейска
След убийството му съдийка де факто става сестра на Уго III, Елеонора, от името на нейния син Фридрих Дория-Бас. Роден в Кастелдженовезе (днес Кастелсардо) през 1377 г., Фридрих не би могъл да притежава пълната власт до 21-годишна възраст, след това намалена на 14 г. Елеонора поема регентството не без проблеми. Тя е привикана от Генуа, където живее от 1382 г. и където се мести след 6 години живот в Кастелдженовезе. Нейният съпруг Бранкалеоне Дория е в Каталония, за да получи почетната титла „граф на Монтелеоне и барон на Долна Мармила“, но веднага щом новината за избора на сина му Федерико се разпространява, той е арестуван от Педро IV Арагонски, изпратен в Каляри и затворен в кулата „Сан Панкрацио“, след това в тази на Слона и е освободен едва на 1 януари 1390 г. след около седем години затвор. Федерико умира през 1387 г., когато умира и Кралят на Сардиния.
Майка му Елеонора отново е регентка, когато той е наследен от брат си Мариан V, също роден в Кастелдженовезе през 1378 – 1379 г. На 24 януари 1388 г. след дълги преговори е подписан мир между Кралство Сардиния и Кралство Арбореа. Споразуменията предвиждат реституцията на Кралство Сардиния на градове, вили и места, заети от предишните съдии на Арбореа.

#### Бранкалеоне Дория
Бранкалеоне Дория е внук на Бранка Дория и Джакомина. На 16 март 1357 г. той става васал и съюзник на краля на Арагон, за да узакони притежанието на активите на баща си. Има извънбрачни деца Джанетино и Николо от анонимна жена. Бракът му с Елеонора Арборейска през 1376 г. е по-скоро личен, отколкото политически, тъй като първоначално е лоялен към Арагонската корона. Той обаче променя решението си по време на затвора. На 1 април 1391 г. тръгва срещу Кастел ди Каляри; на 16 август, със сина си Мариан на своя страна, окупира Сасари и Озило. През септември завладява замъците Фава, Галтели, Бонвеѝ и Педрес, оставяйки само Алгеро и Лонгосардо на противниците си. На 3 октомври влиза във Вила ди Киеза. В писмо, написано до Санлури на 3 февруари 1392 г., Бранкалеоне обявява, че си е върнал всички територии притежавани през 1388 г.
Мариан V, когато навършва 14 години, според нова съдебна норма, става съдия, а майка му Елеонора, в края на регентството, обнародва известната Карта де Логу. Кодексът, събран в 198 глави от процесуални, граждански и наказателноправни системи, остава в сила до 1827 г., когато е заменен от Кодекса на Фелисиано.
Елеонора умира около 1404 г., вероятно поразена от чумата, която бушува в цяла Европа.

#### Вилхелм II Нарбонски-дьо Сера-Бас
Мариан V умира през 1407 г. Тогава възниква проблемът с наследството, което, по консолидирано вече правило би трябвало да принадлежи на наследниците на Беатриче Арборейска, сестра на Уго III и Елеонора, омъжена през 1363 г. за Америго VI Нарбонски, майка на Вилхелм I и починала баба (1377) на настоящия Вилхелм II. Де факто съдия става Леонардо I Кубело, правнук на Уго II Арборейски. Затова Бранкалеоне Дория се оттегля възмутен в Монтелеоне (Рокадория), понеже е имал амбицията да наследи сина си.
На 6 октомври 1408 г. в Каляри с голяма армия акустира инфантът Мартин Млади, наследник на трона на Сардиния и крал на Сицилия.
Виконт Вилхелм II Нарбонски също пристига на 8 декември, избран от Корона де Логу за съдия на Арбореа в Ористано на 13 януари 1409 г. (де юре от 1407 г., когато Мариан V умира), с добавянето на традиционните титли „граф на Гочеано“ и „виконт на Бас“. Той е последният съдия на Арбореа.
Управлението на Гийом (1407 / 09 – 1420) е наситено с проблеми поради непрекъснатата опозиция на Арагонците и на други съпътстващи наследници, до такава степен, че той предпочита да се установи в Сасари. Често се връща във френското си виконтство и през 1420 г. най-накрая продава правата си върху Юдикат Арбореа на суверена на Сардиния. Загива няколко години по-късно в битка.
През 1410 г. Вилхелм нарежда да бъдат изсечени минути и патакини (с патентования кръст и изкорененото дърво) в монетния двор на Сасари, единствените реално изковани монети, които напомнят за Юдикат Арбореа.

### Битка при Санлури
Възползвайки се от династичната криза, наследникът на короната на Арагон Мартин I Сицилиански Млади, акостира в Сардиния на 6 октомври 1408 г. с мощна армия, командвана от Педро Торелес. Неуспешни дипломатически опити за намиране на споразумение, войната възобновява своя ход. Сблъсъкът между двете страни е в провинцията Санлури в местност, която в момента се нарича su bruncu de sa battalla. Войските на Кралство Сардиния разделят армията на юдиката на две части. Лявата част е победена в местността, наречена s'occidroxiu (кланицата); дясната се разделя на две: първата бяга в Санлури, но е настигната и разбита на парчета, а втората намира убежище в Монреале и оказва съпротива. На 4 юли Вила ди Киеза се предава на Джовани де Сена. Това е истинска катастрофа за Арбореа, макар че Мартин Млади умира малко след това в Каляри на 25 юли 1409 г. от малария, вероятно заразена след битката. Вилхелм II Нарбонски (Вилхелм III като съдия на Арбореа) се завръща във Франция, за да потърси помощ и оставя своя братовчед Леонардо Кубело като де факто съдия. 
Поражението при Санлури не пречупва напълно арборейците. Боевете се подновяват с насилие и на 17 август армията на юдиката отблъсква яростна атака срещу Ористано от Монкада. На следващия ден Педро Торелес повежда войниците на Кралство Сардиния в битка, която се провежда в равнината между Сант'Анна, Фенозу и Санта Джуста, запомнена като Втората битка (Segunda battalla), оставяйки на полето, според испански източници, повече от 6500 свои мъже. Войната все още не е приключила, армията на Кралство Сардиния поисква и получава подкрепления. Арборейците се защитават упорито и минават седем месеца, преди Педро Торелес да заличи замъците Монреале, Мармила и Джойоза Гуардия. Но след това през януари 1410 г. Педро Торелес превзема Боза и поставя Ористано под обсада, където Леонардо Кубело най-накрая подписва в Сан Мартино фуори ле мура предаването на града и на цялата историческа Арбореа, която е включена в Кралство Сардиния и Корсика. Ористано и Кампидани ди Кабрас, Милис и Симаксис му са дадени като феод с титлата „Маркиз на Ористано“.
На юдиката остават арборейските територии на бившия Юдикат Торес, две куратории на Юдикат Галура и Барбаджа ди Белви, Барбаджа ди Ололай и Барбаджа дел Мандролизай. На 31 май 1410 г. Мартин Стари умира, без да разреши проблема с наследяването.

### Изчезване на Юдикат Арбореа
През пролетта на същата година Вилхелм II Нарбонски (Вилхем III Арборейски) се завръща от Франция, организира оцелелите територии и премества „столицата“ на кралството в Сасари. С помощта на Николò Дория той си връща замъка Лонгосардо и заплашва Ористано и Алгеро, където Педро Торелес, генерал-капитан и наместник на краля умира същата година от малария. Войната продължава и между 5 и 6 май 1412 г. той успява да влезе в Алгеро заедно с милициите на Сасари и Франция, но след това е отблъснат и е принуден да се откаже от ожесточената съпротива на Алгеро. Убеден, че не може да поправи ситуацията, той първо преговаря с Фернандо I Арагонски от Трастамара, а след това със сина му Алфонсо IV Великодушния.
Споразумението е постигнато на 17 август 1420 г. и кралството е продадено за 100 хил. златни флорина. След 1410 г. Кралска Мармила се държи директно от Каляри за доставките на зърно за града, през 1415 г. е обещана от Фердинанд I де Антекера на Леонардо I Кубело, защото не е застанал на страната на бунтовниците в Сардиния, и му е продадена през март 1416 г. заедно с Валенца за сумата от 25 хил. арагонски златни флорина, платени на кралските данъчни власти. Джестури, Туили, Виламар и някои замъци, дадени на Джерардо де Дони по време на битката при Санлури, остават извън споразумението.
По това време Сардиния става обединена за първи път, макар и под Арагонската корона. Кралство Сардиния има различни династии: графовете на Барселона, Трастамара, Хабсбургите, Филип V Бурбонски и Савоя, с които кралството ще се трансформира в Кралство Италия четири века по-късно, приемайки италианска географска справка.

## Съдии на Арбореа (ок. 1015 – 1420 г.)
В историята на Юдикат Арбореа се сменят представители на различни династии:
- ок. 1015 – 1116: Дом Лакон-Гунале-де Тори
- 1116 – ок. 1192: Дом Лакон-Сера
- 1192 – 1195: Дом Де Сера Бас
- 1195 – 1206: Дом Лакон-Маса
- 1206 – 1241: Дом Де Сера-Бас
- 1241 – 1264: Дом Капрая (съдии де факто)
- 1264 – 1383: Дом Де Сера-Бас
- 1383 – 1407: Дом Дория-Бас
- 1407 – 1409: Дом Кубело (съдии де факто)
- 1409 – 1420: Дом Нарбона-Бас
- 1410 – 1478: Маркизи на Ористано

## Маркграфство Ористано (1410 – 1478 г.)
Леонардо I Кубело (потомък на Уго II) на 29 март 1410 г. подписва мира, с който отстъпва на Кралство Сардиния историческите арборейски владения с изключение на малка територия около бившата столица на Мариан IV: кралят му дава инвеститурата на Маркграфство Ористано и на Графство Гочеано. Следователно Леонардо влиза във владение на наследствената си дворцова резиденция, сега известна като „Дворец на маркиза“.
Костанца Кубело, дъщеря на арагонския благородник Кубел от Валенца и на сардинска аристократка Деяна, се омъжва в средата на 14 век за доникел Салваторе Арборейски, по-малкият син на съдия Уго II. От Салваторе тя има три деца, които поемат презимето Кубело: сред тях са Леонардо, първият маркиз на Ористано, и Николина. Кубело изчезват през 1470 г. с маркиз Салваторе: родът на Арбореа продължава по женска линия с много семейства, включително шестте деца на неговия племенник Леонардо Алагон и неговата леля Николина. Потомците на съдиите на Арбореа по женска линия са многобройни и векове по-късно те дават повод за интересен съдебен спор, за който кралят на Испания признава (от патримониална гледна точка) династическите права. Кубело оставят настрана своя оригинален герб (корона), за да приемат най-престижния герб на Арбореа (изкорененото дърво); Леонардо II прави същото с шестте топки на Алагон.
Леонардо Алагон е роден през 1436 г. в семейството на Арталдо и Бенедета Кубело, сестра на маркиз Салваторе I. След смъртта на Салваторе без преки наследници през 1470 г. той е наследен от Леонардо в Маркграфство Ористано, на който той е последният феодал. Арагонският вицекрал Николо Кароз печели в битката при Урас, но крал Фернандо I произнася смъртна присъда за всички Алагонци.
През 1478 г. Леонардо е победен в битката при Макомер, принуден да бяга, заловен и затворен в замъка на Хатива, където умира през 1494 г. Маркграфство Ористано и Графство Гочеано преминават към Кралство Арагон.